# Archipiélago de los Canarreos
Archipiélago de los Canarreos är en skärgård med omkring 350 öar i Kuba. Den ligger i den västra delen av landet, söder om huvudön Kuba, och 170 km söder om huvudstaden Havanna. Den största ön i skärgården är Isla de la Juventud. Den näst största ön är Cayo Largo del Sur.
Savannklimat råder i trakten. Årsmedeltemperaturen i trakten är 25 °C. Den varmaste månaden är juni, då medeltemperaturen är 26 °C, och den kallaste är januari, med 22 °C. Genomsnittlig årsnederbörd är 1 437 millimeter. Den regnigaste månaden är juni, med i genomsnitt 269 mm nederbörd, och den torraste är mars, med 38 mm nederbörd.